# Boris Blank
Boris Blank (Zúrich; 15 de enero de 1952) es un músico suizo que es un teclista del grupo conocido por la música electrónica y techno Yello.
Es tanto el compositor y responsable del sonido del grupo.
Un apasionado de la electrónica que desde la adolescencia, comenzó a experimentar con los micrófonos, efectos de eco y toma de muestras de voz robótica.
Fundó Yello junto con Dieter Meier y su amigo Carlos Perón, pero seguía siendo un miembro del grupo desde hace varios años.
Él es ciego de un ojo desde su nacimiento.
Él vive en Zúrich con su esposa y su hija Olivia.
- Datos: Q115756
- Multimedia: Boris Blank (Musician) / Q115756